# Xylopia rotundata
Xylopia rotundata är en kirimojaväxtart som beskrevs av Henry Nicholas Ridley. Xylopia rotundata ingår i släktet Xylopia och familjen kirimojaväxter. Inga underarter finns listade i Catalogue of Life.